# Volquin
Volquin, teljes nevén Volquin von Naumburg zu Winterstätten, másként Wolquin, Folkvin, Wolkewin (Naumburg, ? – Šiauliai, 1236. szeptember 22.) 1209-től Vinno von Rohrbachot követően a Kardtestvérek rendjének második nagymestere.
Megválasztására elődje meggyilkolását követően került sor 1209-ben. Két évvel később a Kardtestvérek rendje alapítójával, Albert rigai püspökkel Rómában járt, ahol a pápa megerősítette Albert jogait. Nagymesterként folyamatosan igyekezett biztosítani a rend gazdasági hátterét. Albert, mint a Német-római Birodalom hercegpüspöke a meghódított területek egy részét hűbérül adta a rendnek, az átadott területek mérete folyamatos vita tárgyát képezte. Volquin a Dán Észtország létrejöttét követően a dán királlyal is igyekezett területszerző megállapodást kötni. Minden igyekezete ellenére a megszerzett föld területek – amely néha Livónia kétharmadát, vagy a dán területek felét is kitették – nem voltak elégségesek a rend fennmaradásához, megerősödéséhez. Ennek oka a földek alacsony gazdasági értéke, illetve a Kardtestvérek nem rendelkeztek a többi lovagrend által birtokolt hátországgal Európa katolikus királyságaiban.
A leginkább német nemzetiségű keresztes-sereg elitegysége a Kardtestvér lovagjai voltak, fénykorukban sem volt 180-nál több lovag a rendben. A német kereszteshad messze nem volt olyan nemesekben gazdag, mint a Szentföldre tartók, felszereltségük is elmaradt. Henrik krónikájában zarándokként emlegetett, német és dán földön toborzott katonák létszáma alig haladta meg a két-háromezret. A rigaiak, Albert püspök, később más püspökök delegálta katonákkal további ezer embert jelentett. Az összes többi had a helyi törzsekből toborzott, pont annyira felszerelt segéderő, mint amelyek ellen mentek. A teljes tartomány – a mai Észtország és Lettország északi része – lakossága negyedmillió lehetett.
Vezetésének több mint 25 évében a Kardtestvérek hadjáratokban leigázták az észtek, a lettek, a latgallok és más livóniai népek egyes törzseit, nagy területeket vonva uralmuk alá. Hadjárataik súlyos véráldozatokat hoztak a helyi lakosság számára. A Kardtestvérek lovagrend folyamatos harcban állt, eleinte a pogány törzsekkel. Ezek meghódításának bevett koreográfiája volt. Általában egy hittérítőt küldött az egyház a törzshöz, amely azt jóesetben elűzte, rossz esetben kivégezte. Ekkor a kisebb-nagyobb keresztes had megtámadta a törzset, fejlettebb harci technikájának köszönhetően általában győzelmet aratott. A törzs férfiai vagy elestek a csatában, vagy a nyertes csata előtti-utáni portyázás során ölték meg őket, a nők és gyerekek fogságba estek. A törzs vezetői, akiket Henrik Livónia krónikája véneknek nevez, könyörögtek a keresztségért. Megfogadták, hogy békében élnek a németekkel, harcolnak az oldalukon. A szokásnak megfelelően túszul adták az előkelők fiait. Gyakran előfordult, hogy a törzs csak látszatra hódolt be a keresztnek és kardnak, ez esetekben a megfelelő ponttól ismétlődött a folyamat. Az egyik legismertebb és legnagyobb összecsapás a német győzelemmel végződött Szent Máté-napi csata (1217) volt.

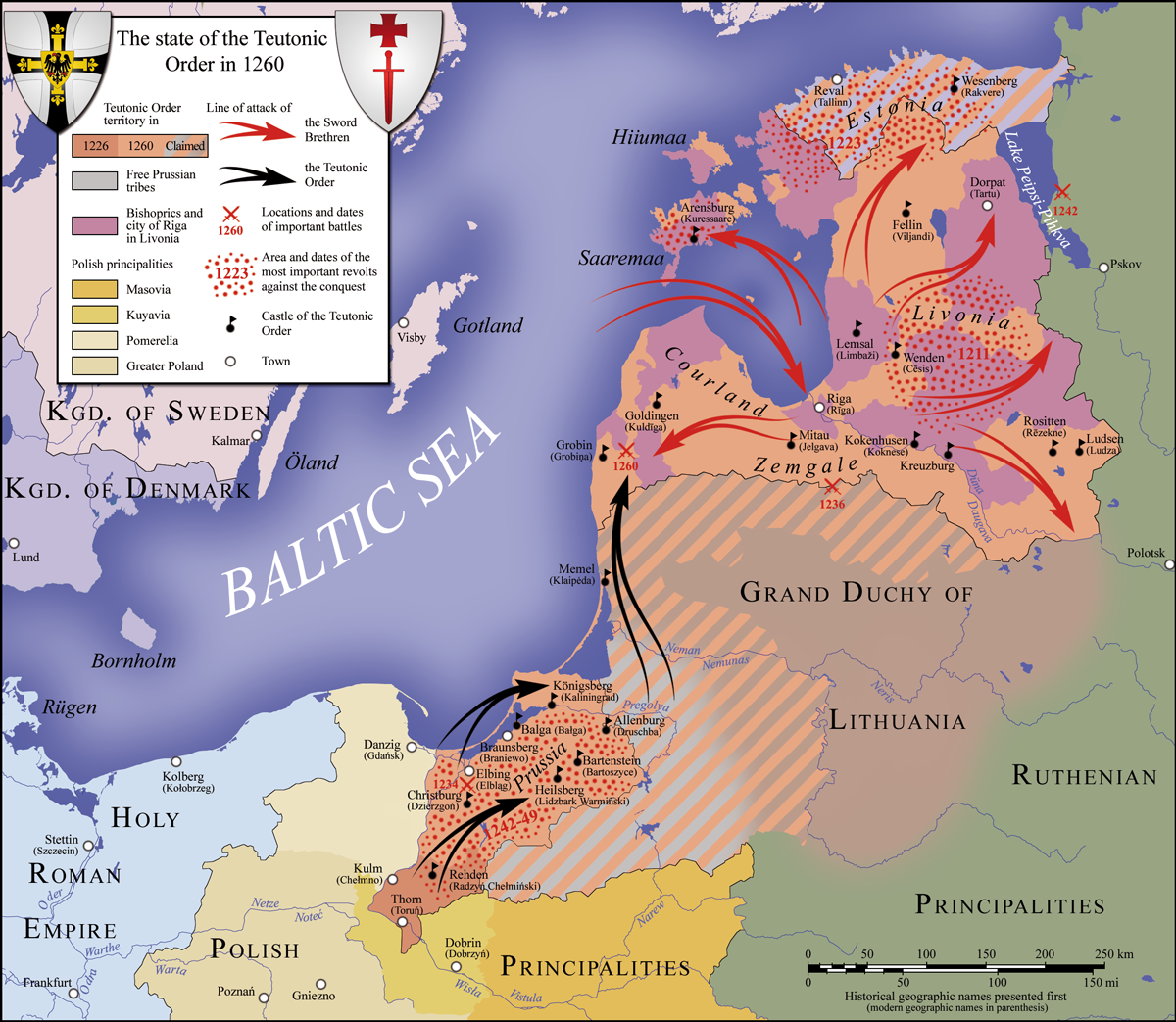
A balti régió 1260 körül.

Amikor a német terjeszkedés elérte a litván, orosz Pszkov, Novgorod földeket, illetve az ellenálló helyi törzsek eltanulták a német haditechnikai eszközök előállítását és használatát, még inkább kiegyenlítődtek az erőviszonyok.
Albert von Buxthoeven rigai püspök halála (1229) után zűrzavar vette kezdetét a balti gyarmatosítók táborában. A kardforgatók csaknem 30 éven át folytonos háborúkat vívtak, amikor 1231-ben a nagymester kezdeményezésére megkezdték az első tárgyalásokat rendjük egyesüléséről a Német Lovagrenddel. 1229-34 között a pápai legátussal is harcolt a rend, a legátus a Lovagrend hűbérbirtokának egy részét kisajátítva akart közvetlen a pápa alá tartozó tartományt létrehozni.
A rigai püspök és a Kardtestvérek közötti nyílt konfliktusban IX. Gergely pápa követe a rend lovagjaival vívott csatákban vereséget szenvedett, és 1234 elején kénytelen volt Németországba menekülni. Csak 1234 tavaszára csillapodtak az egyházi zavargások a katolikus gyarmatosítókon belül. Optimista számítások szerint  1236-ban legfeljebb nyolcvan lovag maradt a rendben, akik nem tudtak megbirkózni a Daugavától a Finn-öbölig húzódó terület ellenőrzésével. A Kardtestvérek háborúra vonuló erejét csökkentette, hogy az általuk emelt kővárakat nem hagyhatták őrizetlenül.
1236-ban a litvánok és a lettek összefogták erőiket, és a mai Litvánia területén, Šiauliai mellett a Saulei csatában szétzúzták a kereszteseket. A csatában félszáz lovag mellett Volquin nagymester is elesett.